# Sediqa Balkhi
Sediqa Balkhi (en dari : صدیقه بلخی), née en 1950, est une femme politique afghane et ancienne ministre du gouvernement de Hamid Karzaï.

## Biographie

### Jeunesse
Sediqa Balkhi naît en 1950 à Mazâr-e Charîf, dans la province de Balkh, en Afghanistan. Son père, Ismael Balkhi (en), est emprisonné à plusieurs reprises en Afghanistan puis est empoisonné. Elle obtient son Bachelor of Arts en études islamiques et poursuit ses études en Iran. Elle enseigne pendant un certain temps et travaille comme gestionnaire.
Elle se marie très jeune et a six enfants. Son frère, Seyyed Ali Balkhi, économiste, est tué sous le règne du Parti démocratique populaire communiste d'Afghanistan.

### Carrière
Sediqa Balkhi dirige le Centre islamique pour les activités politiques et culturelles des femmes afghanes pendant le régime taliban, qui est basé dans la province de Khorassan, en Iran. Elle déménage en Afghanistan en 1991 où elle a poursuit son travail en secret. En décembre 2001, elle est l'une des trois femmes qui participent aux accords de Bonn. Elle est élue deux fois à la Meshrano Jirga (le Sénat afghan). Elle est présidente du comité des affaires féminines de cette assemblée. Elle occupe le poste de ministre des Martyrs et des Handicapés dans le gouvernement Hamid Karzaï de 2004 à 2009. En 2005, Sediqa Balkhi et le chef de l'armée afghane Bismillah Khan Mohammadi (en) survivent à un accident d'hélicoptère. L'évènement est considéré comme un accident,.